# Pesée de la couronne du roi Hiéron II par Archimède
Eurêka
Vous lisez un « article de qualité » labellisé en 2025.
« Eurêka » redirige ici. Pour les autres significations, voir Eurêka (homonymie).

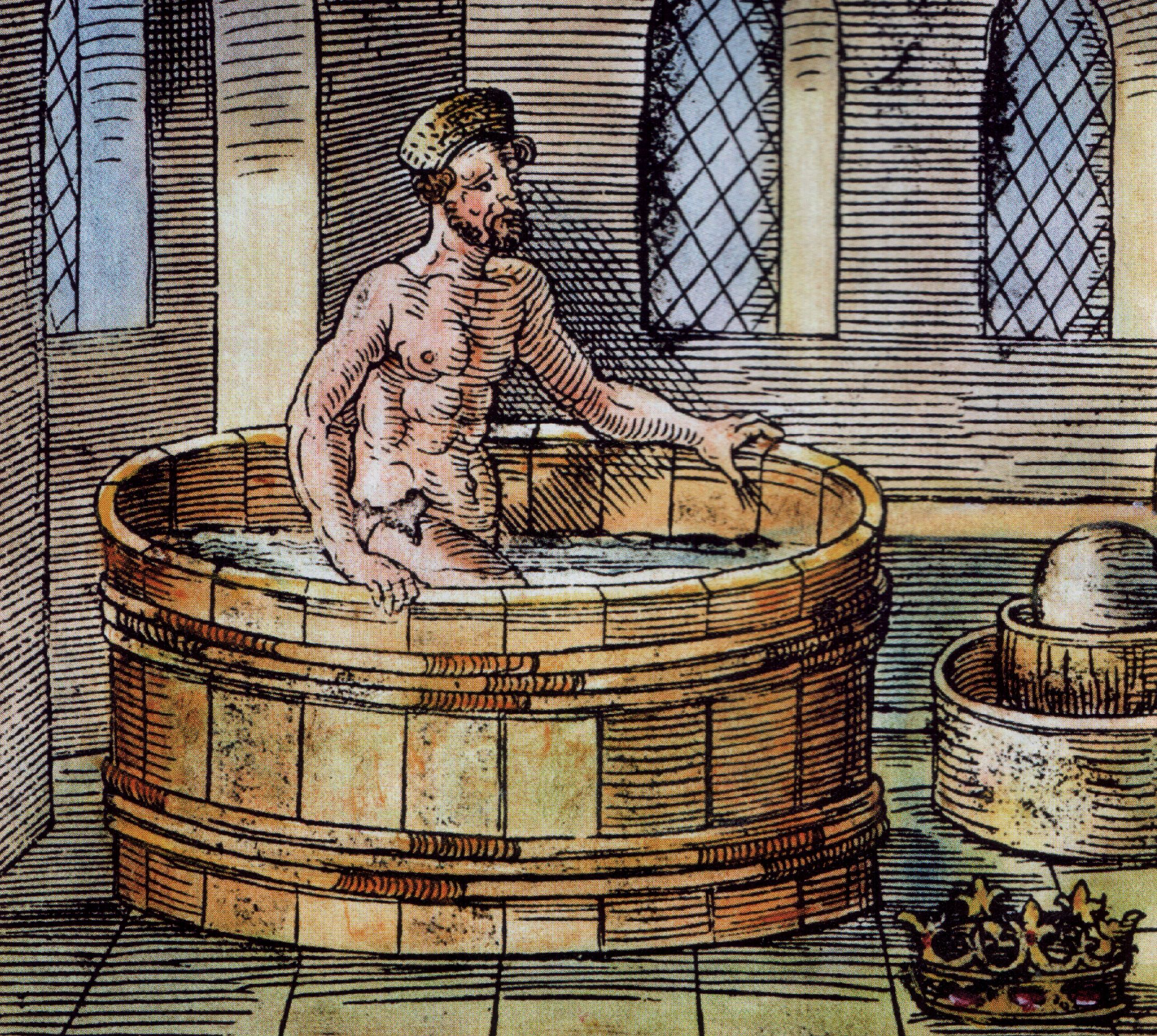
Gravure du XVIe siècle illustrant Archimède dans sa baignoire, avec la couronne de Hiéron en bas à droite.

La pesée de la couronne du roi Hiéron II par Archimède est un épisode réel ou apocryphe de la vie du savant grec Archimède — ayant vécu au IIIe siècle av. J.-C. à Syracuse — relaté par Vitruve (Ier siècle av. J.-C.), et au cours duquel le savant aurait poussé le cri « Eurêka » (en grec ancien : εὕρηκα).
L'esprit occupé par la demande formulée par Hiéron II, roi de Syracuse, de prouver la malversation d'un orfèvre ayant remplacé une part d'or par de l'argent dans une couronne, Archimède s'aperçoit que l'eau déborde de sa baignoire lorsqu'il s'y plonge. Il lui vient alors soudainement la solution pour prouver le vol et il s'élance dans la rue, nu, en criant « Eurêka ». Une autre version de l'histoire donnée par Ménélaos d'Alexandrie ne mentionne pas le passage avec la baignoire. Ce récit, dont l'authenticité et la précision sont discutées, donnerait le contexte qui aurait poussé Archimède à s'intéresser à l'étude des fluides immobiles et à être à l'origine de l'hydrostatique.
Ce récit est utilisé par Vitruve et Plutarque pour illustrer des argumentations. Il a participé à la création de la figure emblématique d'Archimède et au mythe des grandes découvertes.
Le terme Eurêka connaît une grande postérité dans de multiples domaines. Il est une parole de contentement employée lorsque la solution d'un problème est trouvée. Le moment Eurêka, type d'expérience de prise de conscience soudaine, est associé à certaines découvertes scientifiques.

## Le récit

### Archimède et les lois de l'hydrostatique
Archimède est le fondateur de l'hydrostatique, l'étude des fluides immobiles. Un exposé de ses principes se trouve dans son livre Sur les corps flottants. « Postulant un milieu liquide incompressible, Archimède prouve deux propriétés fondamentales des corps immergés : si un solide est plus léger que le liquide (c’est-à-dire de densité spécifique inférieure), alors il flottera et le corps flottant déplacera un volume de liquide égal à son propre poids ; si le corps est plus lourd que le liquide, il coulera de telle sorte que son poids, dans le liquide, sera diminué de celui d’un volume de liquide égal au sien. » La poussée d'Archimède est la force particulière que subit un corps placé entièrement ou partiellement dans un fluide (liquide ou gaz) et soumis à un champ de gravité. La force verticale ascendante que subit l'objet définit la flottabilité d'un corps,,. Archimède ne mentionne pas comment il est arrivé à ses résultats.

### Version de Vitruve

Archimède s'élançant par les rues de Syracuse en s'écriant « Eurêka ! ». Couverture de La Science populaire du 8 juillet 1880.

Selon Vitruve, les découvertes d'Archimède sont le résultat d'évènements dont il fait le récit dans son De architectura. Il s'agit de la plus ancienne version de l'histoire,.
Après une campagne militaire réussie, Hiéron II (r.  275 av. J.-C. - 215 av. J.-C.), roi de Syracuse, ordonne à un orfèvre de lui faire une couronne votive en or pur pour célébrer les dieux. Il lui donne pour cela une certaine quantité d'or. Une fois l'objet achevé, l'artiste le remet au souverain qui y trouve le même poids d'or qu'il lui avait remis. Mais il apprend plus tard que l'ouvrier a soustrait une partie de l'or et a mélangé le reste avec de l'argent. Ne sachant comment prouver le vol sans endommager la couronne, le roi fait appel aux capacités de réflexion d’Archimède.
Un jour qu'occupé par cette pensée, Archimède s'enfonce dans une baignoire dans des bains publics, il s'aperçoit que l'eau passe par dessus les bords. Il y voit l'explication de son problème et, tout à sa joie, s'élance hors de sa baignoire et nu se précipite à sa maison, criant de toutes ses forces encore et encore « Εὕρηκα, Εὕρηκα » (Eurêka ! Eurêka !).
Le savant grec fait faire deux masses de même poids que la couronne, l'une d'or et l'autre d'argent. Il plonge dans un premier temps la masse d'argent dans un grand vase rempli d'eau jusqu'à ras bord, en faisant sortir le volume d'eau égal à sa grosseur. Il mesure ensuite le volume d'eau manquant. Il renouvelle l'expérience avec la masse d'or une fois le vase rempli comme auparavant. Il s'aperçoit que le volume d'eau manquant est moindre et correspond à la différence de volume entre la masse d'or et la masse d'argent. Le vase, rempli une troisième fois, reçoit cette fois-ci la couronne. Elle fait sortir plus d'eau que la masse d'or du même poids n'en avait fait sortir. Il calcule cette différence et découvre ainsi la quantité d'argent qui a été mêlée à l'or et donc celle de l'or qui a été volé,.

### Version de Ménélaos d'Alexandrie
Le mathématicien Ménélaos d'Alexandrie, à la fin du Ier siècle ou au début du IIe siècle, fournit un autre récit de l'épisode de la couronne.
Le roi Hiéron II reçoit un jour en cadeau une grande couronne. Constatant qu'elle était un mélange d'or et d'argent, il voulut savoir les quantités respectives des matériaux la composant sans la briser. Il interroge à ce propos des spécialistes de géométrie et de mécanique. Seul Archimède, qui fait partie de la compagnie de Hiéron, y parvient. Il emploie pour cela un procédé qui, selon Ménélaos d'Alexandrie, n'a pas été enregistré mais dont il a eu écho et qu'il souhaite retrouver.

### Authenticité du récit de Vitruve
L'exactitude du récit de Vitruve est mise en doute par Galilée dans son traité de La balance hydrostatique écrit en 1586. L'histoire lui paraît être le résultat de ouï-dire rapportés à un écrivain n'ayant pas connaissance de tous les faits, car la méthode n'est pas assez précise . Au début du XXIe siècle, le mathématicien américain Chris Rorres remarque que la méthode volumétrique est théoriquement correcte, mais que la tension superficielle et l'adhérence de l'eau, les bulles d'air au contact des objets et le très faible différentiel de volume d'eau peuvent rendre le volume d'un objet léger comme une couronne impossible à mesurer. Il suppose cependant une part de vérité dans le récit et la réalité de sa découverte au sujet de la flottabilité,.
Au contraire de ses prédécesseurs, pour Kuroki Hidetaka, la mesure du volume d'eau déplacé par une couronne d'or est possible avec suffisamment de précision par la méthode proposée dans De architectura de Vitruve, bien qu'il manque des détails. Elle nécessite de recueillir l'eau ayant débordé d'un récipient à bec verseur pour s'affranchir en partie de la tension superficielle et de l'adhérence de l'eau. En la pesant avec une balance, faute de verre doseur suffisamment précis durant l'Antiquité, Archimède peut prouver le vol. Au moment Eurêka, le savant grec aurait trouvé la densité des objets. En mesurant par le même moyen divers solides et liquides, il serait ensuite arrivé à la loi de la flottabilité ou poussée d'Archimède.

Exemple de balance hydrostatique : étant donné que la couronne (à gauche) et le poids de référence (à droite) ont tous deux la même masse, l'objet de référence le moins dense subira une force de flottabilité ascendante plus importante, ce qui lui permettra de peser moins dans l'eau et de flotter plus près de la surface.

À la fin du Ier siècle ou au début du IIe siècle, Ménélaos d'Alexandrie rapporte la contribution d’un certain Mānātius — dont on ne sait rien —, dans un livre dédié à Germanicus (15 av. J.-C.-19 apr. J.-C.). Il y a écrit au sujet de la densité et de la légèreté des substances, et a eu recours à une balance hydrostatique pour calculer les proportions des matériaux dans un alliage d’or et d’argent. Ménélaos rapporte le procédé de ce dernier, dans un livre au titre explicite : Exposé de la balance d’Archimède et son utilisation. Il y explique que cette méthode n’est pas valable pour un alliage composé de plus de deux substances. La balance hydrostatique proposée ne peut en outre être utilisée qu'en plongeant l'alliage dans un liquide homogène et isotrope. Le procédé utilise une balance à deux plateaux dont la position est réglable sur le fléau pour comparer le poids sec d'un objet avec le poids du même objet immergé dans l'eau.
On retrouve l'usage de ce procédé avec une balance, attribué à Archimède, sans la mention du bain ni du mot Eurêka, dans le Carmen de ponderibus de Remius Favinus, un poème hexamétrique sur les poids et mesures de la fin du Ve siècle de notre ère. De nombreux siècles plus tard, un traité médiéval du XIIe ou XIIIe siècle intitulé Le livre d'Archimède sur les corps flottants, sans mentionner de balance, préconise le pesage dans l'air et dans l'eau. À la fin du XVIe siècle, en s'appuyant sur le seul texte de Vitruve, Galilée suggère également la conception d'une balance hydrostatique et croit possible que cette méthode soit celle qui fut employée par Archimède. Elle a l'avantage de combiner la loi de la poussée d'Archimède et sa loi du levier. Trois ans après Galilée, Giambattista della Porta, commentant l'épisode de la baignoire, reprend cette idée de la balance hydrostatique.

## Figure d'Archimède

### Figure emblématique
Cicéron, admirateur de la pensée grecque, est probablement à l'origine de l’engouement des Romains pour Archimède en ayant fait de ce personnage dans ses écrits, les Tusculanes et De Republica, la figure emblématique du savant grec. Archimède travaille à expliquer des phénomènes naturels de façon mathématique, sans avoir recours au mythe. Pour Cicéron, les Romains sont les légataires de la science grecque par leurs victoires militaires sur ces derniers. Des épisodes de sa vie et des phrases célèbres, réels ou apocryphes, l'ont rendu célèbre auprès du grand public dès l'Antiquité.

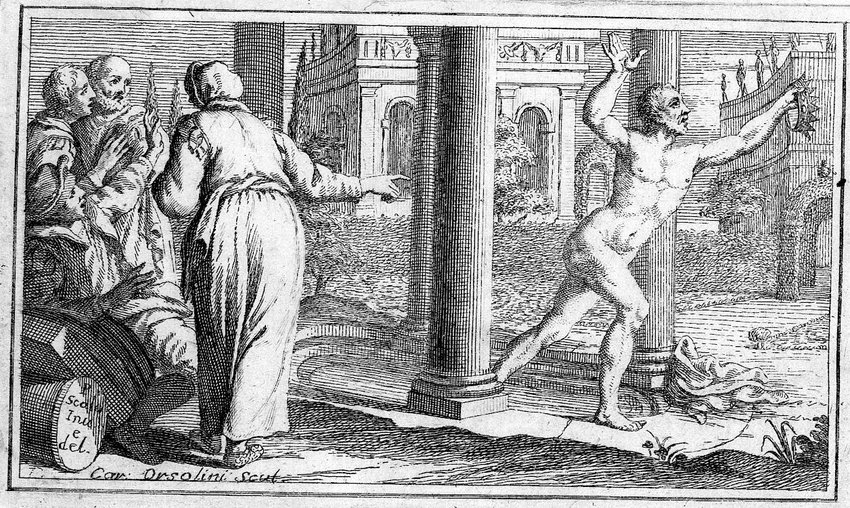
Frontispice de l'ouvrage Notizie istoriche e critiche intorno alla vita, alle invenzioni, ed agli scritti di Archimede siracusano, par Giammaria Mazzuchelli, publié à Brescia (Italie) en 1737. Gravure de Carlo Orsolini d'après une œuvre de Pietro Scalvini.

Vitruve, grand lecteur de Cicéron, fait d'Archimède, dans son De architectura, un être hors du commun et compose ce qui constitue le plus ancien récit de l’épisode de la baignoire d’Archimède,. Vitruve se trouve des points communs avec le savant grec qui, comme lui, est « mécanicien » et a été ingénieur militaire. On ne sait pas si Vitruve a inventé l'historiette de la couronne du roi Hiéron II, qui connaît un immense succès, notamment à partir de la Renaissance, ou l'a empruntée à une source plus ancienne, mais il l'utilise avec d'autres anecdotes comme exemplum pour illustrer le processus de l'inventio, c'est-à-dire l'art de trouver des arguments et des procédés pour convaincre, commun à tous les arts,. Vitruve emprunte à Cicéron l'idée que la démarche heuristique amenant à la « découverte suppose un travail préalable de méditation à partir des données du réel, lequel ne se fait pas sans plaisir, – aussi Archimède jaillit-il de son bain tout joyeux ». Archimède est le parangon du découvreur car il parvient à transformer en système ou en méthode une réalité naturelle et à donner une application concrète.
Selon Mary Jaeger, les mentions d'Archimède et d'autres savants dans l'ouvrage de Vitruve sont utilisées par ce dernier pour faire valoir que l'excellence intellectuelle mérite autant de récompense que les prouesses athlétiques. Archimède nu et courant dans les rues serait à l'esprit ce que les athlètes victorieux sont au corps. Dans le même temps, Vitruve ferait d'Archimède le personnage type de l'esclave courant dans la comédie — qui court en tous sens, gesticule et s’agite sans la moindre efficacité —, la course d’Archimède à travers la ville ayant pu être interprétée par les Romains comme une version comique d’un tour de victoire, dans une nudité publique scandaleuse, faisant d’Archimède l’esclave et d’Hiéron le maître. Cette thèse ne convainc pas certains spécialistes comme Stamatina Mastorakou pour qui il apparaît clairement qu'Archimède est traité comme un scientifique par Hiéron dans les différents épisodes de la vie du savant.

### Figure mythique
Archimède devient une figure mythique sous la plume du Grec Plutarque, notamment dans la Vie de Marcellus, qui s'intéresse particulièrement aux épisodes de la vie d'Archimède ayant trait à la conception de machines de guerre et à sa mort. À l'opposé de ses prédécesseurs dont Tite-Live pour qui le savoir d'Archimède est d’autant plus admirable qu’il est utile, Plutarque reprend les épisodes de la vie du savant de façon à mettre en évidence « la primauté des mathématiques sur la mécanique et l’aspect ludique, voire puéril, de cette dernière ». Il cherche à détruire l’image d’Archimède proposée par Vitruve et, reprenant l'épisode du bain la taille en pièces, effaçant toute image de la baignoire, remplacée par des cendres : s'il est entraîné au bain et dans l'étuve, malgré lui, c'est sous l'influence de sa « sirène domestique », mais il n'en reste pas moins possédé par sa passion dévorante qui le conduit à tracer des figures dans la cendre du foyer et sur ses membres huilés lors des massages. Par la construction de ses récits et par le vocabulaire employé, il fait d'Archimède un être aux pouvoirs gigantesques dont les actes provoquent l’émerveillement, la stupéfaction ou l'effroi, un être qui n'est pas réduit à sa seule capacité de réflexion, et théorise que l'intelligence grecque est inaccessible aux Romains dont l'esprit fonctionne du concret vers le principe.
Cette figure d'Archimède a connu un grand succès par la suite, à tel point que certains épisodes de sa vie, quoique manifestement apocryphes, sont considérés comme véridiques.
Plutarque convoque également Archimède dans les Moralia, surtout dans un dialogue où il soutient que l'épicurisme refuse à ses adeptes les plaisirs de l'esprit et n'apporte aucun bonheur réel ou durable. L'épisode du bain témoigne de la supériorité de l'esprit sur le corps. Lorsque ses serviteurs le frottent de force avec de l'huile, le savant se sert de son ventre pour tracer des figures, lorsqu'il est dans son bain, comme possédé ou inspiré, il résout le problème de la couronne. « Mais nous n'avons entendu personne crier avec un tel ravissement, ni un glouton "J'ai mangé" ni un galant "J'ai embrassé". » Comme Vitruve, Plutarque oppose Archimède à son propre corps et à celui des autres. Il oppose ainsi Archimède à ceux qui ne s'intéressent qu'au corps, c'est-à-dire ses esclaves, mais aussi le glouton et le galant.

### Perception par le grand public
La soudaineté de l'idée, comme tombée du ciel, ayant provoqué son cri dans l'épisode de la baignoire participe de la perception d'Archimède comme une figure du génie créatif, lequel vit dans un autre monde où il oublie jusqu'à son corps nu. Cet épisode est l'une des légendes les plus populaires pour symboliser le mythe des grandes découvertes,. Il est utilisé dans la littérature, en introduction d'un livre de mathématiques par exemple, pour susciter l'intérêt. Il peut également être traité en tant qu'image comique et donc inoffensive du savant.

## TermeEurêkaet postérité

### Étymologie et prononciation
En français, eurêka, prononcé /øʁeka/, est devenu une interjection attestée dès le début du XIXe siècle,. Le terme est également employé comme nom commun masculin.
Eurêka vient du grec ancien εὕρηκα (heúrêka), signifiant « j'ai trouvé », forme de la première personne du parfait de l'indicatif actif du verbe εὑρίσκω (heurískô), « je trouve ». Le français, comme le latin, « ne reprend pas l’aspiration initiale du grec dans eurêka. Il reproduit néanmoins correctement la longueur du deuxième e en le surmontant d’un accent circonflexe ».

### Expression du contentement

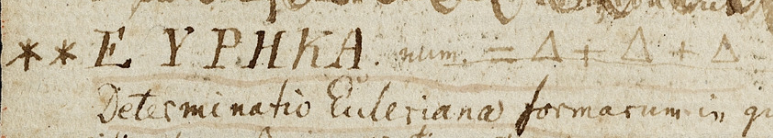
Entrée du journal de Gauss liée à la somme des nombres triangulaires (1796).

L'expression « Eurêka » est une parole de contentement employée lorsqu’est trouvée la solution d'un problème. Elle fait référence de façon allusive à cet épisode de la vie d'Archimède,. En français, elle est attestée pour la première fois dans Les Soirées de Saint-Pétersbourg (1821) du philosophe contrerévolutionnaire Joseph de Maistre,. Edgar Poe utilise ainsi le terme Eurêka comme titre d'un poème en prose consacré à la science. Pour Claire Moncelet, Poe l'emploie pour faire part « d'une révélation intime, d'une prise de conscience, de la manifestation de la maturité ».

### Effet ou moment eurêka
Par extension, le moment Eurêka est une expérience « de prise de conscience soudaine, dont émerge une image ou une idée significative qui débouche sur un changement de direction spectaculaire dans l’analyse et une sortie de l’impasse ». Plusieurs grandes découvertes scientifiques comme le coup de la pomme sur la tête d'Isaac Newton, à l'origine de la loi universelle de la gravitation, ont été décrites comme des moments Eurêka. La découverte d'Archimède dans son bain est considérée comme un exemple de pseudo-sérendipité,,. Le mathématicien Carl Friedrich Gauss fait écho à Archimède lorsqu'il écrit dans son journal en 1796 « ΕΥΡΗΚΑ. num. = Δ + Δ + Δ », faisant référence à sa découverte selon laquelle tout entier positif peut être exprimé comme la somme d'au plus trois nombres triangulaires. L'association du mot Eurêka avec les découvertes scientifiques est si ancrée dans l'imaginaire commun que l'Association américaine pour l'avancement des sciences appelle son site d'actualités scientifiques EurekAlert.
Un astéroïde découvert en 1990 a été nommé Eurêka et a donné son nom à une famille d'astéroïdes,,.

### Activité aurifère

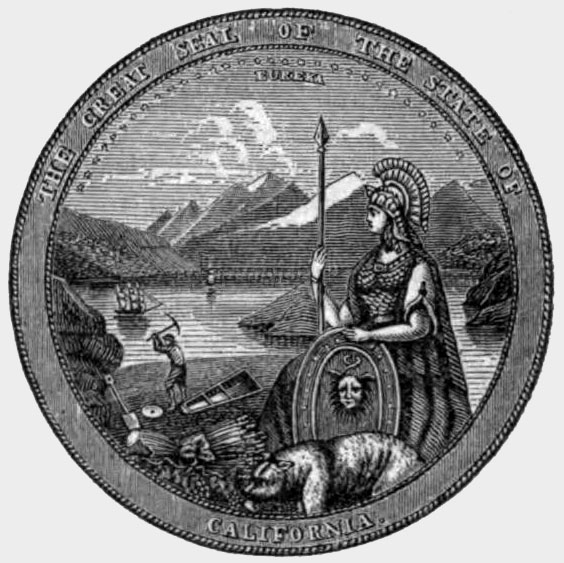
Le sceau de l’État de Californie avec le mot « EUREKA » au-dessus de la lance de la déesse Minerve, vers 1870.

L'expression « Eurêka » est la devise de l'État de Californie aux États-Unis, faisant référence à la ruée vers l'or de 1848. Le sceau de l'État de Californie comprend le mot Eureka depuis sa conception originale par Robert S. Garnett en 1850. Le texte officiel de l'époque indique que la signification de ce mot s'applique « soit au principe impliqué dans l'admission de l'État [nouvellement créé], soit au succès du mineur au travail ». Le nom Eureka est donné extensivement à compter de 1849 à de nombreux lieux des États-Unis associés de près ou de loin à l'exploitation de l'or, par exemple pour la ville d'Eureka en Californie. En 1854, en Australie, à Ballarat, la mine Eureka, un ancien lit de rivière qui contenait de l'or, de la compagnie minière du même nom, fut le lieu de la révolte d'Eureka. Les mineurs y brandirent à cette occasion le drapeau Eureka.